# Miłość jest wspaniała
Miłość jest wspaniała (ang. Love Is a Many-Splendored Thing) – amerykański melodramat z 1955 roku w reżyserii Henry’ego Kinga. Adaptacja autobiograficznej powieści Han Suyin. Zdjęcia kręcono w Hongkongu.
Film zdobył osiem nominacji do Oscara i trzy statuetki: za najlepsze kostiumy, muzykę i piosenkę. W 2002 roku Amerykański Instytut Filmowy umieścił obraz na 85. miejscu listy stu najlepszych amerykańskich melodramatów wszech czasów.

## Fabuła
Akcja filmu dzieje się w Hongkongu w 1949 roku. Piękna, młoda lekarka chińskiego pochodzenia Han Suyin (Jennifer Jones) po stracie męża oddaje się w zupełności pracy w szpitalu. Podczas przyjęcia dla lokalnej socjety poznaje amerykańskiego korespondenta Marka Elliotta (William Holden). Już podczas pierwszego spotkania są sobą zauroczeni. Przed romansem Suyin powstrzymuje fakt, że Mark jest żonaty. Mężczyzna jednakże zapewnia ją, że od sześciu lat jego małżeństwo istnieje wyłącznie "na papierze". Po czasie Amerykanin oświadcza się ukochanej Suyin. Niestety na przeszkodzie zakochanym stają żona Marka i wojna w Korei.

## Obsada
- William Holden jako Mark Elliott
- Jennifer Jones jako dr Han Suyin
- Torin Thatcher jako Humphrey Palmer-Jones
- Isobel Elsom jako Adeline Palmer-Jones
- Virginia Gregg jako Ann Richards
- Murray Matheson jako dr John Keith
- Candace Lee jako Oh-No
- Richard Loo jako Robert Hung
- Soo Yong jako Nora Hung
- Philip Ahn jako trzeci wujek
- Donna Martell jako Suchen, siostra Suyin[4]

## Nagrody i nominacje
| Nazwa nagrody | Wygrane | Nominacje |
| ------------- | --- | --- |
| Oscar         | 1956 Najlepsza muzyka w dramacie lub komedii Alfred Newman Najlepsza piosenka "Love Is a Many-Splendored Thing", wyk. Chór Najlepsze kostiumy – filmy kolorowe Charles LeMaire | 1956 Najlepszy film Buddy Adler Najlepsza aktorka pierwszoplanowa Jennifer Jones Najlepsza scenografia – filmy kolorowe George W. Davis, Jack Stubbs, Lyle R. Wheeler, Walter M. Scott Najlepsze zdjęcia – filmy kolorowe Leon Shamroy Najlepszy dźwięk Carlton W. Faulkner 20th Century Fox |